# Луш, Берат
Берат Луш (тур. Berat Luş; родился 20 апреля 2007, Стамбул, Турция) — турецкий футболист, вингер клуба «Галатасарай», выступающий на правах аренды за «Эсенлер Эрокспор».

## Клубная карьера
Воспитанник турецких клубов «Гюнгёрен Атлетик Спор» и «Галатасарай», в ноябре 2024 года Берат Луш подписал свой первый профессиональный контракт со «львами». 22 декабря 2024 года дебютировал за основную команду «Галатасарая», выйдя на замену в матче Суперлиги против «Кайсериспора».

## Карьера в сборной
Выступал за сборные Турции до 17 и до 18 лет.